# Марчевана
Марчевана (нем. marchevana) — забивная крепь, элемент временной деревянной крепи, затяжка в кровле забоя горной выработки. Представляет собой заострённую толстую доску (толщиной 40-80 мм), забиваемую наклонно за лонгарины по мере разработки забоя в неустойчивых породах. Марчеваны имеют длину в полтора — два метра и забиваются с перехлестом в 40 — 50 см. Марчеваны служат для предотвращения возможности вывала кусков породы из открытого пространства выработки.